# Бабічкі
Бабічкі (пол. Babiczki) — село в Польщі, у гміні Лютомерськ Паб'яницького повіту Лодзинського воєводства.
Населення — 276 осіб (2011).
У 1975-1998 роках село належало до Серадзького воєводства.

## Демографія
Демографічна структура станом на 31 березня 2011 року:
|          | Загалом | Допрацездатний вік | Працездатний вік | Постпрацездатний вік |
| -------- | ------- | ------------------ | ---------------- | -------------------- |
| Чоловіки | 144     | 35                 | 90               | 19                   |
| Жінки    | 132     | 26                 | 71               | 35                   |
| Разом    | 276     | 61                 | 161              | 54                   |